# San Nazzaro Sesia
San Nazzaro Sesia är en ort och kommun i provinsen Novara i regionen Piemonte i Italien. Kommunen hade 738 invånare (2018).